# Aji Bayu Putra
Aji Bayu Putra (sinh ngày 11 tháng 5 năm 1993) là một cầu thủ bóng đá người Indonesia hiện tại thi đấu ở vị trí Thủ môn cho PSIS Semarang ở Liga 1.

## Sự nghiệp

### PSIS Semarang
Sau khi thử việc ngày 20 tháng 1 năm 2017. Aji ký hợp đồng với PSIS Semarang.